# Лепёшкин, Семён Логинович
Семён Логинович Лепёшкин (1 апреля 1787 — 10 августа 1855) — купец 1-й гильдии, предприниматель, коммерции советник, с 1833 года потомственный почётный гражданин. С 1846 по 1849 год Московский городской голова. Основал и развил собственное текстильное производство в Дмитровском уезде Московской губернии.
Семён Логинович Лепёшкин был видным деятелем и представителем мануфактурной промышленности Российской империи. Логин Кузьмич, отец Семёна Логиновича, был московским купцом из города Каширы. В 1833 году Семён Логинович Лепёшкин и его брат стали потомственными почётными гражданами. Семён Логинович активно участвовал в общественной жизни и жертвовал деньги на благотворительные дела.

## Биография

### Государственная деятельность
Когда Лепёшкин находился на должности городского головы, он был вынужден выполнять «словесные поручения» генерал-губернатора А. А. Закревского. Он уделял особое внимание купечеству и выделял на него большие деньги из-за отправки войск на подавление революции в Венгрии. Во время заседания Шестигласной думы 15 ноября 1848 года рассматривалось предложение Закревского, которое объявлял сам Лепёшкин. Оно предполагало покупку и пожертвование 36 лошадей к 12 конкам, планирующим перейти через Москву. Также было предложено угостить 12 тысяч нижних чинов и пожертвовать ещё 1800 рублей. Во время работы Лепёшкина городским головой он предложил Московскому купеческому обществу создать специальный общественный денежный капитал, предназначавшийся на покупку в сложные, неурожайные годы хлеба. В свою очередь купеческое общество согласилось с этим предложением, и денежный капитал был собран. Кроме того, во время его работы были собраны деньги в виде пожертвований на построение девичьего монастыря в Смоленске Вознесенского (1846 год), на иллюминирование Красной площади и Гостиного двора в честь празднования большого праздника — 700-летие Москвы (1847 год). Также в Москве была основана больница «на случай появления в Москве холеры» в 1847 году.

### Благотворительность

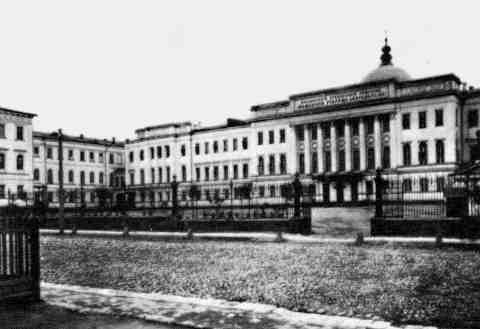
Здание мещанских училищ на Калужской улице

С. Л. Лепёшкин очень славился своими пожертвованиями в добрые дела. В ноябре 1826 Лепёшкин совместно с купцом 1-й гильдии Афанасием Матвеевичем Матвеевым пожертвовали 15 000 рублей на Московское Коммерческое училище в честь коронации Николая I. На деньги Лепёшкина было реконструировано Даниловское кладбище, располагавшееся в Москве, а на территории этого кладбища была построена церковь Сошествия Святого духа. Кроме того, было реконструировано здания для служения и здание богадельни; выстроен комплекс сооружений монастыря Троице-Одигитриевской Зосимовой пустыни Верейского уезда.
Лепёшкин был поклонником старца Зосимы Верховского, который в 1883 году умер, а Лепёшкин по наставлению наместника Троице-Сергиевой Лавры Антония стал строить монастыря Зосимовой Пустыни, который и был назван в честь него. В житии этого старца упоминался Лепёшкин и его благотворительные дела. Например, он устроил в обители погреб, огородил эту обитель оградой, приобрёл целый участок земли для грядок и огородов. В житии также писалось: «Семён Логгинович Лепёшкин и его добродетельнейшая супруга, любя усердно и с благоговением пустынного старца…. обещали снабжать его обитель всем необходимым».
У Семёна Логиновича Лепёшкина был один сын и четыре дочери: Дмитрий Семёнович, Ольга Семёновна (вышла замуж за Николая Васильевича Шапошникова), Анна Семёновна (вышла замуж за Четверикова), Екатерина Семеновна (вышла замуж за купцв 1-й гильдии Алексеева Семена Александровича) и Елизавета Семёновна (вышла замуж за городского голову И. А. Лямина. Они шли по стопам отца, являясь также известными благотворителями Москвы).
Лепёшкин женился на Анне Васильевне (1793—1853), она, в свою очередь, была родом из духовной семьи. Их дочь — Елизавета, была замужем за Московским городским головой И. А. Ляминым.
После смерти Лепёшкин был похоронен на Даниловском кладбище; могила утрачена.